# بقا

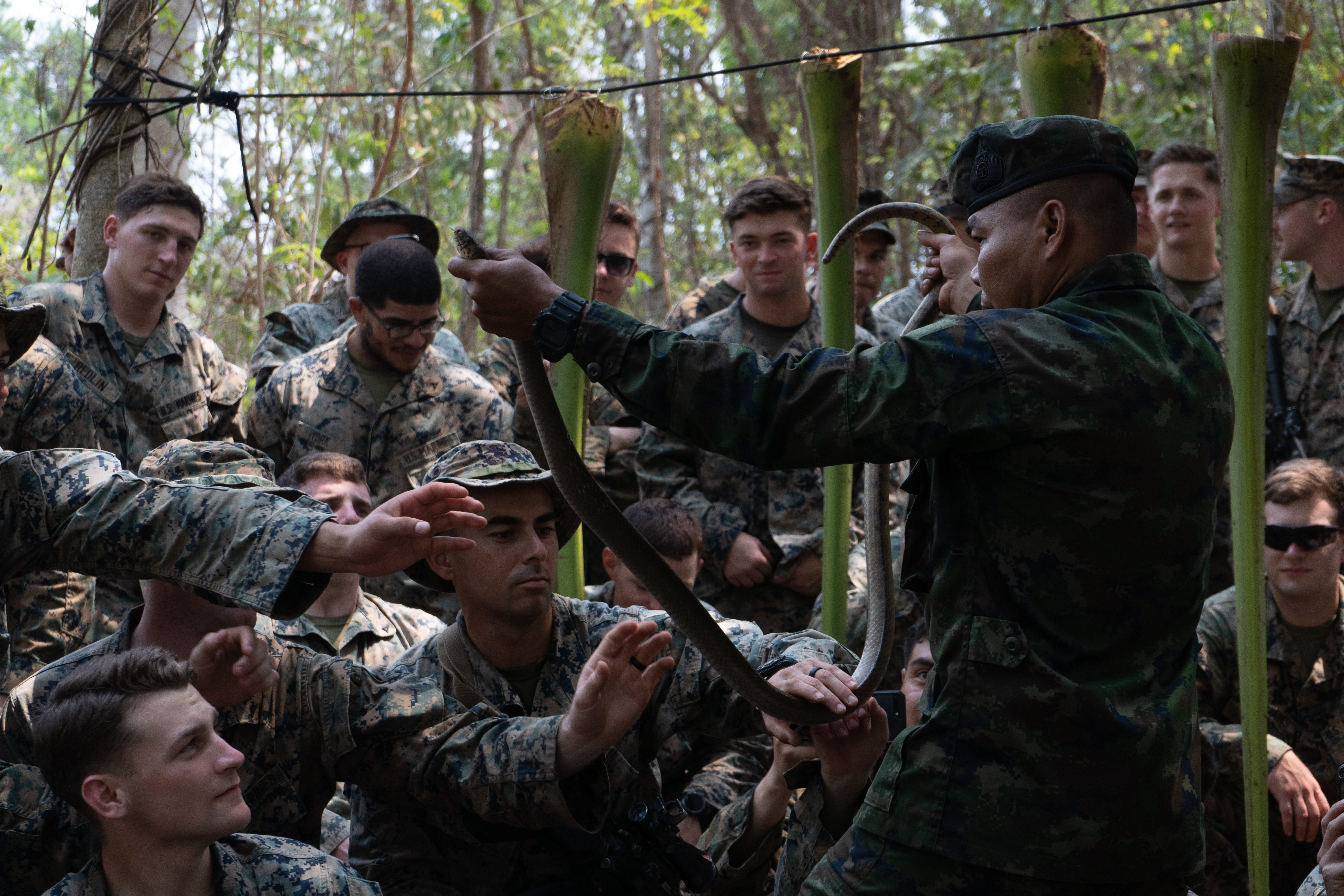
تفنگداران ایالات متحده در حال یادگیری مهارت زنده‌ماندن.

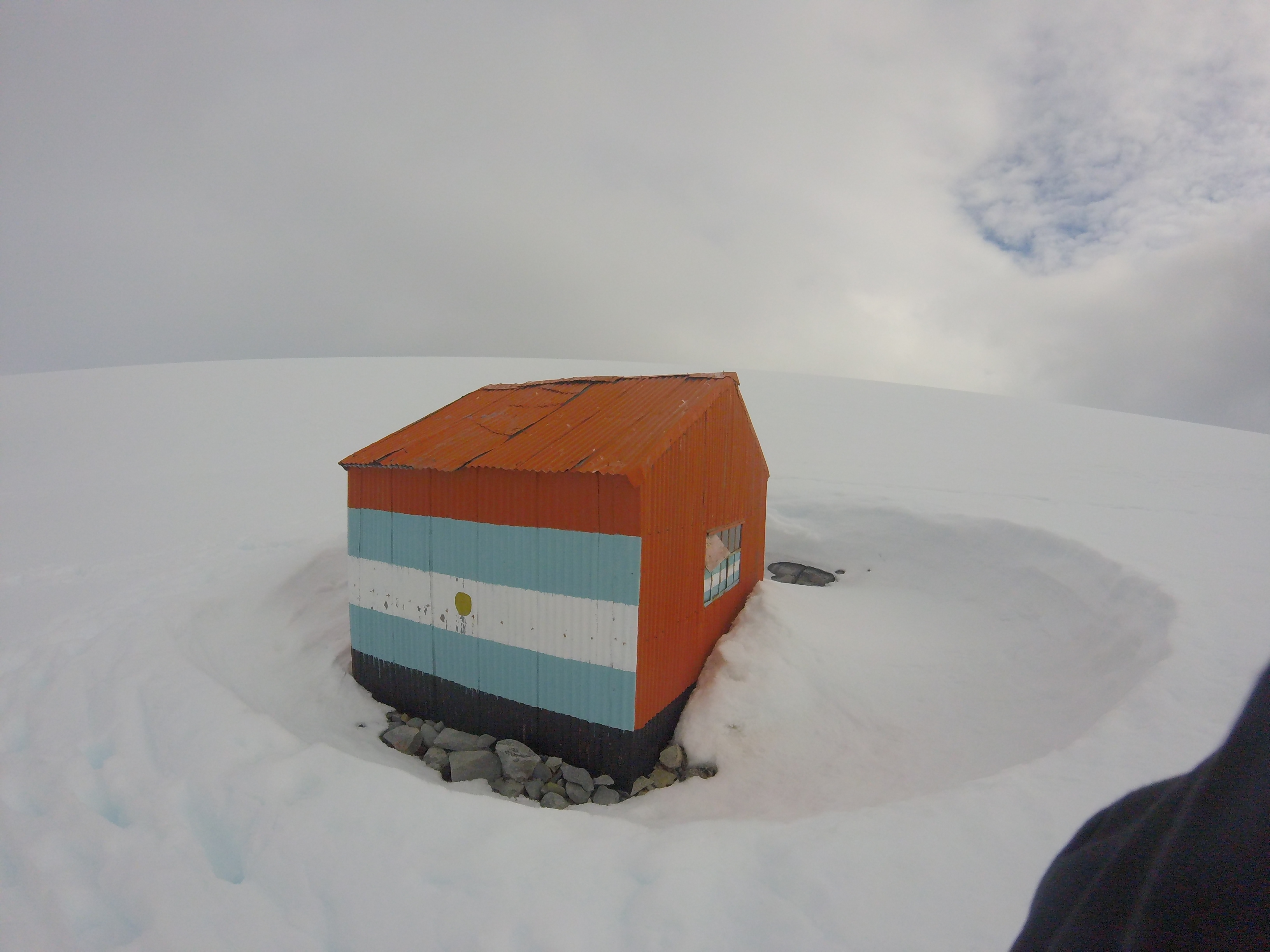
مکانی در قطب طراحی شده برای حفاظت در برابر آب و هوا.

بقا (به انگلیسی: Survival) یا زنده‌مانی یا زنده ماندن، گرایش یک چیز برای ادامه دادن به موجودیت ضد شرایطی است که ممکن است آن را بکشد یا از بین ببرد. و این مفهوم را می‌توان در مورد یک موجود زنده (یا، از نظر فرضی، هر موجود ذی‌شعوری).

## معنی
واژهٔ «زنده‌ماندن» از زبان لاتین اواخر واژه supervivere گرفته شده‌است، در لغت به معنای «زنده ماندن» است. معمولاً، «اصطلاح» بقا «به معنای بقا جسمی است - یعنی مبارزه برای جلوگیری از نابودی فیزیکی». به عنوان مثال، نظریه چارلز داروین در مورد انتخاب طبیعی مفهوم بقای برترین‌ها را در مبارزه برای هستی در بر می‌گیرد. داروین مفهوم بیولوژیکی تناسب اندام را موفق بودن تولیدمثل تعریف می‌کند، در نظریه داروینی این عبارت به معنای «بقای چیزی است که بیشترین تعداد از خود را در نسل‌های متوالی به جا بگذارد».
اشارات تاریخی به بقا جنبه‌های مختلفی از بقای فردی تا امپراتوری‌ها و نژاد بشر را شامل می‌شود. این مفهوم در مورد چیزهای غیر زنده و غیر فیزیکی نیز اعمال می‌شود. در مهندسی، این اصطلاح می‌تواند به معنای «توانایی مداوم سامانه برای انجام عملکرد مورد نظر» باشد. با درنظرگرفتن خودآگاهی انسان، به ویژه هنگامی که در رابطه با مفهوم روح یا جان باشد، زنده‌ماندن می‌تواند به زندگی پس از مرگ اشاره داشته باشد:
تجزیه و تحلیل بقا شاخه ای از آمار برای تجزیه و تحلیل مدت زمان مورد انتظار تا زمان وقوع یک یا چند واقعه است، مانند مرگ در ارگانیسم‌های بیولوژیکی و خرابی سیستم‌های مکانیکی. یکی از عناصر تجزیه و تحلیل بقا میزان نرخ بقا است، به معنای درصد افرادی که در یک گروه مطالعه یا درمانی پس از تشخیص بیماری برای مدت زمان مشخصی هنوز زنده هستند. این یک روش برای توصیف پیش‌بینی در برخی از بیماری‌ها است. از نرخ بقا می‌توان به عنوان معیار ارزیابی استانداردهای درمانی استفاده کرد. دوره بقا معمولاً از تاریخ تشخیص یا شروع درمان محاسبه می‌شود. نرخ بقا برای پیش آگهی مهم است، اما از آنجا که این نرخ بر اساس کل جمعیت است، یک پیش آگهی بسته به بودن درمان‌های جدیدتر، که از آخرین تجزیه و تحلیل آماری گذشته و همچنین سلامت کلی بیمار، ممکن است متفاوت باشد.

## در فرهنگ عامه
انواع مختلفی از رسانه‌ها در مورد زنده‌ماندن وجود دارد. در هر دو داستان واقعی و داستان تخیلی، داستان‌هایی دربارهٔ افراد زنده‌مانده علی‌رغم شرایط خاص خطرناک محبوب است. همچنین مجموعه وسیعی از ادبیات آموزشی وجود دارد که گاهی اوقات به عنوان راهنمای زنده ماندن از آن یاد می‌شود و در مورد مهارت‌های زنده‌ماندن در موقعیت‌های مختلف خطرناک مانند گم شدن بدون آب و غذا، حمله یا در یک فاجعه طبیعی بودن مشاوره می‌دهد.
در فیلم، فیلم بقا ژانری است که در آن یک یا چند شخصیت برای بقای فیزیکی تلاش می‌کنند. این اغلب با ژانرهای فیلم دیگر تداخل دارد. این یک ژانر فرعی از فیلم ماجراجویی است، همراه با فیلم‌های شمشیربه دستان، فیلم‌های جنگی و فیلم‌های سافاری. فیلم‌های بقا نسبت به سایر فیلم‌های پرماجرا تاریک ترند، که معمولاً خط داستانی خود را بر روی یک شخصیت منفرد، معمولاً شخصیت اصلی متمرکز می‌کنند. این فیلم‌ها «عمدتاً در یک زمان معاصر هستند» و بنابراین مخاطبان فیلم با صحنه‌ها آشنا هستند و فعالیت‌های شخصیت‌ها کمتر عاشقانه است. توماس سوبچاک در کتابی در سال ۱۹۸۸، فیلم زنده ماندن را با عاشقانه مقایسه کرد: "آنها هر دو بر پیروزی قهرمانانه بر موانعی که نظم اجتماعی را تهدید می‌کنند و تأیید مجدد ارزشهای غالب اجتماعی مانند بازی جوانمردانه و احترام به شایستگی و همکاری تأکید می‌کنند". نویسنده گفت: فیلم‌های زنده ماندن "یک عالم خرد(micro-cosmos) جامعه را شناسایی و منزوی می‌کنند"، مانند گروه بازمانده از سقوط هواپیما در "پرواز ققنوس" (۱۹۶۵) یا افرادی که در کشتی اقیانوسی غرق شده بودند در "ماجراجویی پوزیدون" (۱۹۷۲). سوبچاک توضیح داد، "بیشتر اوقات در یک فیلم بقا صرف به تصویر کشیدن روندی می‌شود که به موجب آن ارتباط گروه از قطعیت شبکه‌های پشتیبانی عادی زندگی متمدن قطع شده‌است، و گروه خود را به یک واحد موثر و کاری تبدیل می‌کند." این گروه‌ها اغلب در انواع متفاوت شخصیت‌ها، گاهی تا حد کاریکاتور است. در حالی که زنان از نظر تاریخی در چنین فیلم‌هایی کلیشه شده‌اند، "آنهاً اغلب نقشی تعیین‌کننده در موفقیت یا شکست گروه بازی می‌کنند ".
در بازی‌های ویدئویی، بازی بقا، زیرگونه ای از بازی‌های ویدیویی اکشن است که در محیط‌های خصمانه(hostile)، پرتنش و محیطهای دنیای باز(open world) ساخته می‌شود. بازیکنان به‌طور کلی با حداقل تجهیزات شروع می‌کنند و باید با ساخت ابزار، سلاح، پناهگاه و جمع‌آوری منابع تا آنجا که ممکن است زنده بمانند. این بازی‌ها می‌توانند به شکل بازی‌های ترسناک بقا باشند، که بر بقای شخصیت متمرکز است، دراین حین بازی سعی می‌کند بازیکنان را با استفاده از تصاویر گرافیکی ترسناک یا فضای ترسناک بترساند. اگرچه نبرد می‌تواند بخشی از گیم پلی (شیوه) بازی باشد، اما به بازیکن احساسی القا می‌شود که کنترل کمی از خود دارد نسبت به بازی‌های اکشن معمولی از طریق مهمات یا سلاح‌های محدود، سلامتی، سرعت و بینایی یا از طریق جلوگیری متعدد در تعامل بازیکن با مکانیک بازی.
در بازی‌هایی که در حالت بقا کار می‌کنند، یا از چنین روشی به عنوان گزینه استفاده می‌شود، بازیکن باید بازی را تا زمانی که ممکن است ادامه دهد بدون اینکه در یک دفعه بدون وقفه بمیرد در حالی که بازی موج‌های چالش دشوار را به بازی می‌کشد. یک نوع از حالت بازی(mode) نیاز به این دارد که بازیکن برای مدت زمان مشخصی دوام بیاورد، پس از آن پیروزی حاصل می‌شود و بازی پایان می‌یابد. این حالت خصوصاً در بین بازیهای دفاع برج معمول است، جایی که بازیکن باید دفاع از یک مکان خاص را بهبود بخشد تا بتواند نیروهای دشمن را برای بیشترین زمان ممکن دفع کند. حالت بقا با گیم پلی بازی‌های کلاسیک بازی مقایسه شده‌است، جایی که بازیکنان در برابر موج‌های فزاینده ای از دشمنان قرار می‌گیرند.

## کتابشناسی - فهرست کتب
- Sobchack, Thomas (1988). "The Adventure Film". In Gehring, Wes D (ed.). کتاب راهنمای ژانرهای فیلم آمریکایی. گرینوود شابک ۹۷۸-۰-۳۱۳-۲۴۷۱۵-۶